# Моррисон, Денни
Денни Моррисон (англ. Denny Morrison; род. 8 сентября 1985, Chetwynd, Британская Колумбия) — канадский конькобежец, Олимпийский чемпион в командной гонке, двукратный чемпион мира на дистанции 1500 м, обладатель 9 наград мирового первенства. Выступал за клуб «FSJ Elks» Форт-Сент-Джон.

## Биография
Денни родился в конькобежной семье, где мать Кэрол была официальным лицом национального уровня, отец Деннис — бывший чемпион Канады среди мастеров. Старшая сестра Джули — бывшая участница молодёжных соревнований, а старший брат Джей и жена Джози — бывшие члены национальной команды. Он встал на коньки в три года, когда его родители хотели записать его в хоккей, но на местной арене не было возможностей заниматься, тогда вместо этого он присоединился к конькобежному клубу.
Через год его семья переехала в Форт-Сент-Джон, где был один из крупнейших клубов конькобежного спорта в провинции «FSJ Elks». Он и его брат Джей стали членами Клуба конькобежцев и тренировались под руководством тренера Джерри Вопицки. Его отец хотел, чтобы он стал юристом, врачом или инженером, и Денни преуспевал как в академических занятиях, так и в шорт-треке и на длинной дорожке, где выступал до сезона 2002/2003. Семь сезонов подряд с 1995/96 по 2002/03 Денни признавался конькобежцем года в Форт-Сент-Джоне. После 2003 года сконцентрировался на конькобежном спорте.
В 1998 году он выиграл золотую медаль на национальном чемпионате Канады среди юниоров по шорт-треку и конькобежному спорту. С 2001 года стал участвовать на взрослом уровне. После окончания средней школы North Peace в 2003 году Денни переехал в Калгари и сконцентрировался только на конькобежном спорте. Уже в том же году участвовал на чемпионате мира среди юниоров, а в 2004 и 2005 годах выигрывал серебряную медаль в командной гонке преследования. В декабре 2004 года он стал бронзовым призёром чемпионата Канада в многоборье.
В сезоне 2005/06 Моррисон впервые выиграл медали на Кубке мира. В ноябре 2005 года на 1-м этапе Кубка мира в Калгари завоевал золото в командной гонке, на 4-м этапе в Херенвене стал 2-м, а на 5-м этапе в Турине занял 2-е место в забеге на 1500 м и 3-е на 1000 м. В декабре на чемпионате Канады стал 2-м на 1000 м и 3-м на дистанции 5000 м. На зимней Олимпиаде в Турине в феврале 2006 года выиграл серебро в командной гонке, где в финале сборная Канады уступила итальянцам. Также занял 11-е место на 1500 м и 19-е на 1000 м.
В марте 2006 года на дебютном чемпионате мира в классическом многоборье занял высокое 5-е место. В декабре на чемпионате Канады выиграл три дистанции 500, 1000 и 1500 м. В 2007 году на чемпионате мира в спринтерском многоборье занял 7-е место. В феврале на 7-м этапе Кубка мира в Турине занял 3-е место в забеге на 1500 м и 1-е в командной гонке. На финальном 9-м этапе Кубка мира в Калгари выиграл золотую медаль, установив при этом новый рекорд Канады со временем 1:07.24 сек, а в марте на чемпионате мира на отдельных дистанциях в Солт-Лейк-Сити завоевал серебро на дистанции 1000 м и в командной гонке и бронзу в забеге на 1500 м.
В сезоне 2007/2008 стал чемпионом мира на 1500 метров на чемпионате мира на отдельных дистанциях в Нагано, и стал 3-м в забеге на 1000 м. Через неделю, 14 марта, после завоевания золота чемпионата мира он установил мировой рекорд в беге на 1500 метров на финале ING в Калгари со временем 1:42.01 сек, побив рекорд Эрбена Веннемарса. В течение одного года он являлся рекордсменом мира на 1500 м. На чемпионате мира в классическом многоборье в Берлине поднялся на 6-е место. В Кубке мира стал вторым в общем зачёте в забеге на 1000 м и в командной гонке. Через год выиграл 2-е и 3-е место в беге на 1000 м на 5-м этапе Кубка мира в Нагано.
В 2009 году на чемпионатах мира в спринтерском и классическом многоборье занял 5-е и 7-е места соответственно. В марте на чемпионате мира на отдельных дистанциях стал вторым на 1000 м и третьим на 1500 м. Моррисон завоевал второе золото в общем зачёте Кубка мира в командной гонке и вновь стал вторым в общем зачёте на 1000 м. В 2010 году на зимних Олимпийских играх в Ванкувере стал олимпийским чемпионом в командной гонке совместно с Матьё Жиру и Лукасом Маковски. Он также соревновался на дистанциях 1000, 1500 и 5000 метров и занял соответственно 13-е, 9-е и 18-е места.
В следующем сезоне 2010/2011 Моррисон завоевал серебро на чемпионате мира на отдельных дистанциях в Инцелле в командной гонке. На 5-м этапе Кубка мира в Обихиро стал третьим в забеге на 1000 м и на 6-м этапе в Москве занял 2-е места в забегах на 1000 м и 1500 м. В 2012 году второй раз стал чемпионом мира на дистанции 1500 метров на чемпионате мира в Херенвене. Сезон 2012/2013 начал с победы на дистанции 1000 м на 1-м этапе Кубка мира в Херенвене и на 4-м этапе в Нагано стал 2-м в беге на 1000 м. Однако в декабре 2012 года, катаясь на лыжах, сломал ногу, и пропустил большую часть предолимпийского сезона. В марте на чемпионате мира в Сочи занял только 13-е место в беге на 1000 м.
В феврале 2014 года на своих третьих зимних Олимпийских играх в Сочи он должен был участвовать только на дистанции 1500 м, но его партнёр по команде Гилмор Джунио при неожиданном повороте событий отдал Моррисону место в беге на 1000 м. Денни завоевал серебряную медаль в забеге на 1000 м и бронзовую на 1500 м. В марте в финале Кубка мира выиграл забег 1000 м и в общем зачёте Кубка мира занял 2-е место на этой дистанции. В сезоне 2014/15 он стал обладателем Кубка мира на дистанции 1500 м, а на чемпионате мира в Херенвене стал обладателем серебряных медалей в забеге на 1500 м и в командной гонке. На чемпионате мира в классическом многоборье занял 7-е место.
В мае 2015 года Моррисон получил множественные травмы, включая сотрясение мозга, во время аварии на мотоцикле в Калгари. В марте 2016 года он восстановился и участвовал в тренировочных забегах на Олимпийском Овале в Калгари, однако в апреле у него случился инсульт в Юте после того, как он катался на велосипеде со своей девушкой Джози Спенс. В июне 2016 года ему хирургическим путем имплантировали два стента в шею и вернулся к сезону 2016/17. Уже в декабре на 3-м этапе Кубка мира в Астане в командной гонке занял 2-е место, а на чемпионате Канады в январе 2017 года выиграл 3-е место в забеге на 1500 м. В сезоне 2017/18 на 4-м этапе Кубка мира в Солт-Лейк-Сити в командной гонке выиграл золото и в январе 2018 года занял 2-е место в забеге на 1500 м и 5000 м на чемпионате Канады.
В феврале участвовал на зимних Олимпийских играх в Пхёнчхане, где занял 13-е место в беге на 1500 м и 7-е в командной гонке. После неудачных игр Денни занял 17-е место на чемпионате мира в классическом многоборье. Он объявил о своем уходе из конькобежного спорта в феврале 2020 года, поскольку не участвовал в соревнованиях с 2018 года.

## Награды
- 2006—2015 года — признан лучшим спортсменом года по версии Канады в конькобежном спорте среди мужчин.[15]
- 2015 год — введён в зал Славы Британской Колумбии.[16]

## Личная жизнь
Денни Моррисон обучался в Университете Калгари. Он любит заниматься деревообработкой в свободное время, пропагандирует велосипеды и их преимущества для здоровья людей и окружающей среды. 13 мая 2017 года он женился на Джози Спенс, коллеге по сборной Канады по конькобежному спорту.